# اودامپور
اودامپور (به انگلیسی: Udhampur) یک منطقهٔ مسکونی در هند است که در بخش ادهم پور واقع شده‌است. اودامپور ۵۱ کیلومتر مربع مساحت و ۱٬۱۲٬۳۸۴ نفر جمعیت دارد و ۷۵۵ متر بالاتر از سطح دریا واقع شده‌است.